# 吉夫霍恩县
吉夫霍恩县（Landkreis Gifhorn）是德国下萨克森州东部的一个县，首府吉夫霍恩。

## 地理
吉夫霍恩县西面与派讷县、汉诺威地区和策勒县，北面与于尔岑县，东面与萨克森-安哈特州的萨尔茨韦德尔-阿尔特马克县和伯尔德县，南面与黑尔姆施泰特县、沃尔夫斯堡市和不伦瑞克市相邻。